# Trauma Factory
Trauma Factory es el cuarto álbum de estudio del rapero estadounidense nothing,nowhere. Fue lanzado el 19 de febrero de 2021 a través de Fueled by Ramen.

## Lanzamiento y promoción
Mulherin anunció el lanzamiento del nuevo álbum el 7 de diciembre de 2020. El primer sencillo del álbum, "Blood", se lanzó el 27 de octubre de 2020 y presenta a KennyHoopla y al productor Judge.
El video musical oficial de "Blood" se lanzó en YouTube el mismo día que el sencillo y fue dirigido por Mason Mercer y producido por Evan McGillivray.
El 20 de enero de 2021, Nothing, Nowhere lanzó "Fake Friend" en YouTube.
El tercer video "Upside Down" se lanzó el 19 de febrero de 2021, el mismo día del lanzamiento del álbum.

## Lista de canciones
| N.º | Título                                                                                     | Productor (s) | Duración |  |
| 1.  | «Trauma Factory» (Alternative/independent, Japanese Rock, Pop, hip-hop/rap & Japanese pop) | Mulherin      | 1:34     |  |
| 2.  | «Lights (4444)»                                                                            | Mulherin      | 2:40     |  |
| 3.  | «Buck»                                                                                     | Mulherin      | 2:35     |  |
| 4.  | «Love or Chemistry»                                                                        | Mulherin      | 2:19     |  |
| 5.  | «Exile»                                                                                    | Mulherin      | 2:59     |  |
| 6.  | «Upside Down»                                                                              | Jay Vee       | 3:07     |  |
| 7.  | «Pain Place» (con Misogi)                                                                  | Mulherin      | 3:03     |  |
| 8.  | «Fake Friend»                                                                              | Sam Klempner  | 2:49     |  |
| 9.  | «Death»                                                                                    | Mulherin      | 2:07     |  |
| 10. | «Pretend»                                                                                  | Mulherin      | 2:59     |  |
| 11. | «Blood» (con KennyHoopla & Judge)                                                          | Judge         | 2:38     |  |
| 12. | «Nightmare»                                                                                | Mulherin      | 2:54     |  |
| 13. | «Crave»                                                                                    | Mulherin      | 2:24     |  |
| 14. | «Real»                                                                                     | Mulherin      | 3:36     |  |
| 15. | «Barely Bleeding»                                                                          | Mulherin      | 4:03     |  |